# Стіхтсе-Вехт
Стіхтсе-Вехт (нід. Stichtse Vecht) — муніципалітет у Нідерландах, у провінції Утрехт.
Утворений 1 січня 2011 року шляхом злиття колишніх муніципалітетів Брекелен (на заході), Марссен (на сході) та Лунен (на півночі).

## Населені пункти муніципалітету
Міста
- Брекелен
- Марссен
- Марссенбрук

Села
- Ауд-Зейлен
- Вреланд
- Кокенген
- Лунен-ан-де-Вехт
- Лунерслот
- Нігтевехт
- Нюерслейс
- Нюер-Тер-А
- Тінговен

Селища
- Ауд-А
- Ауд-Марссевен
- Аукоп
- Гілт'єсдорп
- Зейдейнде
- Керклан
- Кортрейк
- Лаг-Нюкоп
- Марссевен
- Мейнден
- Моленполдер
- Нордейнде
- Нюергук
- Портенген
- Портенгенсе-Брюг
- Спенген
- Схендейк

## Топографія

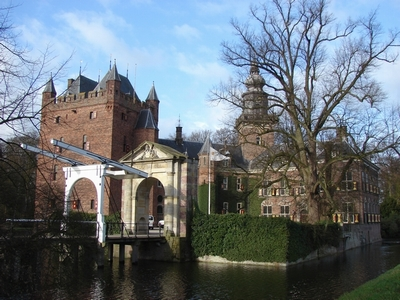
Замок Неєнроде в Брекелені

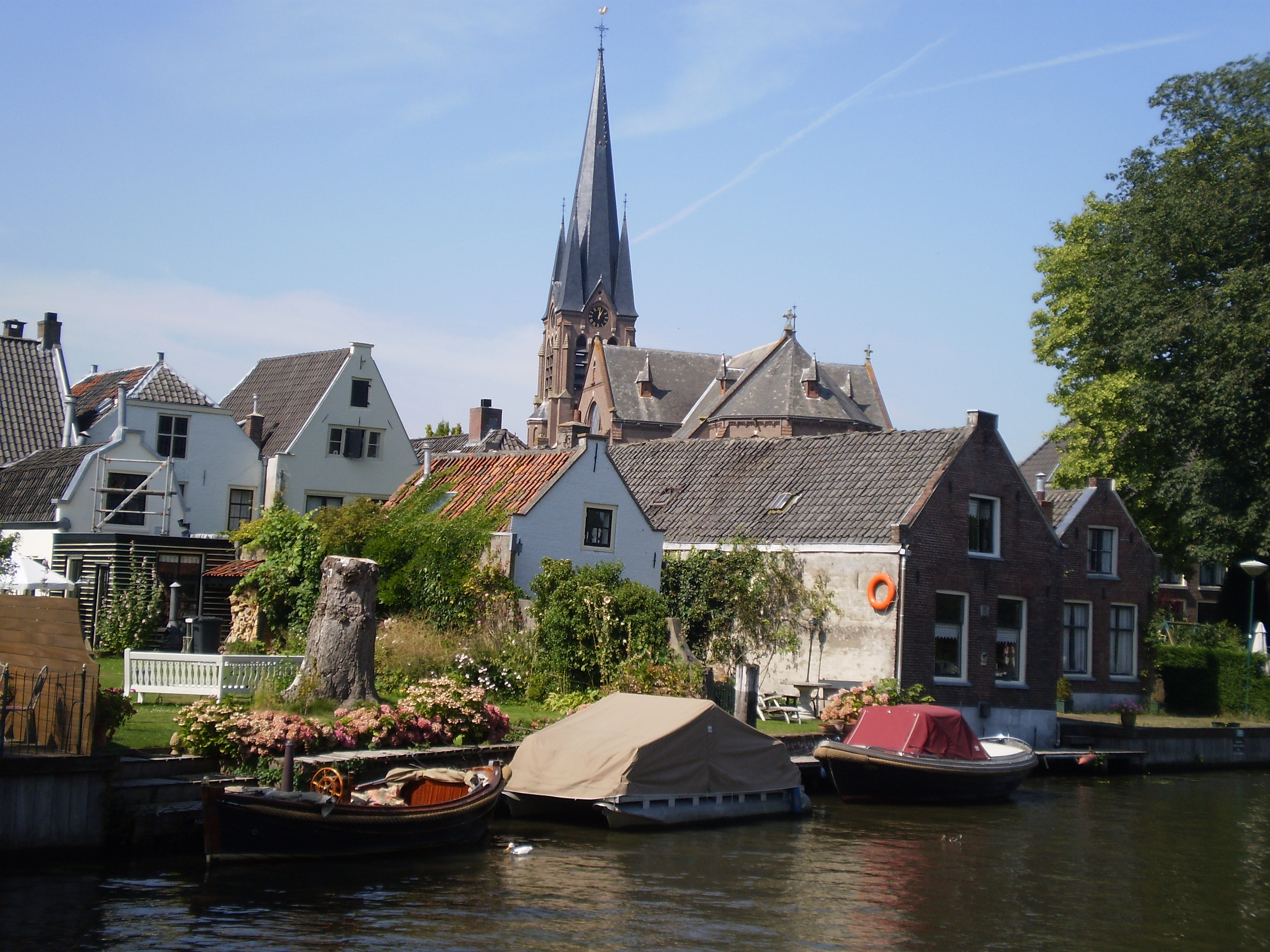
Вид на Брекелен

Нідерландська топографічна карта муніципалітету Стіхтсе-Вехт, червень 2015 року

## Визначні мешканці
- Ізабель де Шар'єр (1740 – 1805) — нідерландський письменник і драматург
- Рутгер Гауер (1944 – 2019) — нідерландський актор і письменник[4]
- Маріанне Тіме (нар. 1972) — нідерландський політик і зооактивіст